# My Life Me
A My Life Me (magyarul körülbelül "Az én életem én"-re fordítható) kanadai rajzfilmsorozat. JC Little, Cindy Filipenko és Svetlana Chmakova készítették. Magyarországon nem került bemutatásra. A műsor egy lányról szól, aki képregényrajzolóvá szeretne válni, ha felnő. Persze az álma megvalósításához először ki kéne járnia az iskolát, amelynek "túlélésében" három barátja is segít. Az érdekes című sorozatot sok kritika érte a japán animék stílusának utánzása miatt. 2 évadot élt meg 56 epizóddal. 11 perces egy átlagos epizód (de mivelhogy két epizódot vetítenek le, így 22 percre növekszik meg a játékidő). Amerikában és Kanadában a Teletoon csatorna vetítette. 2010. szeptember 19.-én mutatták be.